# Cases del carrer de la Paraireria (Banyoles)
Les Cases del carrer de la Paraireria és una obra de Banyoles (Pla de l'Estany) inclosa a l'Inventari del Patrimoni Arquitectònic de Catalunya.

## Descripció
Conjunt de cases construïdes amb pedra de Banyoles en carreus ben treballats. Els elements d'obertura es troben distribuïts de manera desigual, tant per la forma i grandària com per la seva atermància en cada un dels pisos. Tots els elements es troben emmarcats i algun d'ells ha sofert modificacions, doncs aprofitant els diferents ampits se'n va fer una adaptació per a balcons. Els forjats de reixes i balcons són de recent factura. Ràfec amb escàs voladís.

## Història
Cases ubicades en el carrer de la Paraireria, potser el més curt i estret de tot Banyoles. Es troba documentat a l'any 1301. El seu nom li ve donat per l'antic Gremi de Paraires -treballadors de la llana- que hi tenia ubicada, allí, la seva seu. Es troba en ple rovell de l'ou de la Vila Vella i comunica l'Església de Santa Maria dels Turers amb la petita plaça de la Font.